# Rena Niehaus
Pour les articles homonymes, voir Niehaus.
Rena Niehaus est un mannequin et une actrice allemande, née le 18 décembre 1954 à Oldenbourg (Basse-Saxe).
Elle a fait carrière en Italie.

## Biographie
Née en 1954 à Oldenbourg, Rena Niehaus connaît une petite carrière dans le cinéma de genre italien au cours des années 1970, tenant notamment un rôle de jeune première dans le film romantique Il maestro di violino (it) de Giovanni Fago au côté du chanteur et acteur Domenico Modugno, jouant dans la comédie Cœur de chien (Cuore di cane) d'Alberto Lattuada et partageant avec Michele Placido l'affiche des gialli érotiques La orca et sa suite, Oedipus orca d'Eriprando Visconti, rôle pour lequel elle gagna le Globe d'or de la meilleure actrice - révélation en 1978.
Après une dépression nerveuse, elle retourne en Allemagne en 1978, où elle a terminé un apprentissage de commerçante de détail. En 1988, elle tente un bref retour au cinéma qu'elle ne poursuivra pas après la naissance de son enfant.

## Filmographie
- 1975 : I baroni de Gian Paolo Lomi
- 1975 : Cœur de chien (Cuore di cane) d'Alberto Lattuada
- 1976 : La orca d'Eriprando Visconti
- 1976 : Il maestro di violino (it) de Giovanni Fago
- 1976 : Un amore targato Forlì de Riccardo Sesani
- 1977 : Oedipus orca d'Eriprando Visconti
- 1977 : Una donna di seconda mano de Pino Tosini
- 1978 : Nero veneziano d'Ugo Liberatore
- 1978 : Chevauchées perverses (Voglia di donna) de Franco Bottari
- 1979 : Ciao cialtroni! de Danilo Massi (it)
- 1989 : Arabella l'angelo nero (it) de Stelvio Massi
- 1991 : Il ritmo del silenzio d'Andrea Marfori

## Prix et distinctions
- Globe d'or de la meilleure actrice - révélation en 1978 pour Oedipus orca.